# EVD
El Enhanced Versatile Disc (EVD) es un formato alternativo al DVD desarrollado por un consorcio de compañías chinas. Anunciado el 18 de noviembre de 2003 por la Agencia de Noticias Xinhua de la República Popular China, fue desarrollado en respuesta al DVD y sus altos costos de licencia.
El EVD es en realidad un disco DVD con diferentes especificaciones de video y audio que permiten almacenar películas de alta definición en un DVD debido a que usa un algoritmo de compresión superior al de MPEG-2. 
Los algoritmos de video que usa el EVD son los códecs VP5 y VP6 de On2 Technologies. Son más eficientes que MPEG-2 y permiten almacenar resoluciones de HDTV, una característica que no es posible con MPEG-2; además, usa un códec de audio llamado EAC 2.0 (Enhanced Audio Codec) que admite sonido mono, estéreo y 5.1 envolvente y es más eficiente que el Dolby Digital (AC3) o el DTS, usados en los DVD.
El EVD fue desarrollado por un conglomerado llamado E-world Technology, compuesto por las nueve empresas chinas más importantes del sector. Según explicaron los portavoces de la alianza, el sistema no es nuevo. Fue desarrollado hace varios años y sólo en 2005 cobró relevancia en ese país. 
Hasta hace dos años todos auguraban su fracaso porque decían que era muy caro. Un lector de este formato costaba unos 200 euros, mientras que los reproductores chinos de DVD, 70. Hoy en día, el reproductor de EVD ha bajado a unos 87 euros y tiene cinco veces más calidad de imagen que el DVD y -lo más importante- es compatible con el DVD común y sus discos. Como los fabricantes chinos poseen la mayoría de las patentes del sistema EVD, entre ellas la de sonido, sistemas de navegación y tecnología de protección de derechos de autor, impulsarán este nuevo sistema. 